# Robert Ellis Miller
Robert Ellis Miller (New York, 1927. július 18. – Woodland Hills, Kalifornia, 2017. január 27.) amerikai filmrendező.

## Fontosabb filmjei
- Breaking Point (1963, tv-sorozat)
- Any Wednesday (1966)
- Sweet November (1968)
- Magányos vadász a szív (The Heart Is a Lonely Hunter) (1968)
- The Buttercup Chain (1970)
- Lány a Petrovka utcából (The Girl from Petrovka) (1974)
- Ishi: The Last of His Tribe (1978, tv-film)
- The Baltimore Bullet (1980)
- Madame X (1981, tv-film)
- Reuben, Reuben (1983)
- Sólymok (Hawks) (1988)
- Brenda Starr (1989)
- Gyilkolni kell, ennyi az egész (Killer Rules) (1993, tv-film)
- Pointman (1994)
- The Angel of Pennsylvania Avenue (1996)